# 2019年世界水泳選手権アンティグア・バーブーダ選手団
2019年世界水泳選手権アンティグア・バーブーダ選手団は、2019年7月12日から7月28日まで韓国の光州で開催された第18回世界水泳選手権のアンティグア・バーブーダ選手団、およびその競技結果。

## 選手団
- 人員: 選手 4人

## 選手名簿・結果
| 選手                   | 種目              | 予選      | 予選 | 準決勝   | 準決勝   | 決勝     | 決勝     |
| 選手                   | 種目              | 結果      | 順位 | 結果     | 順位     | 結果     | 順位     |
| ---------------------- | ----------------- | --------- | ---- | -------- | -------- | -------- | -------- |
| ノア・マスコル＝ゴメス | 男子100m自由形    | 52秒12 NR | 73位 | 予選敗退 | 予選敗退 | 予選敗退 | 予選敗退 |
| ノア・マスコル＝ゴメス | 男子200m自由形    | 1分54秒20 | 56位 | 予選敗退 | 予選敗退 | 予選敗退 | 予選敗退 |
| ステファノ・ミッチェル | 男子50m自由形     | 23秒44    | 62位 | 予選敗退 | 予選敗退 | 予選敗退 | 予選敗退 |
| ステファノ・ミッチェル | 男子50mバタフライ | 25秒69    | 65位 | 予選敗退 | 予選敗退 | 予選敗退 | 予選敗退 |
| オリヴィア・フラー     | 女子50mバタフライ | 30秒88    | 52位 | 予選敗退 | 予選敗退 | 予選敗退 | 予選敗退 |
| オリヴィア・フラー     | 女子200m自由形    | 2分19秒71 | 57位 | 予選敗退 | 予選敗退 | 予選敗退 | 予選敗退 |
| サマンサ・ロバーツ     | 女子50m自由形     | 27秒27    | 52位 | 予選敗退 | 予選敗退 | 予選敗退 | 予選敗退 |
| サマンサ・ロバーツ     | 女子100m自由形    | 1分00秒53 | 68位 | 予選敗退 | 予選敗退 | 予選敗退 | 予選敗退 |